# Cedar Lake Contemporary Ballet

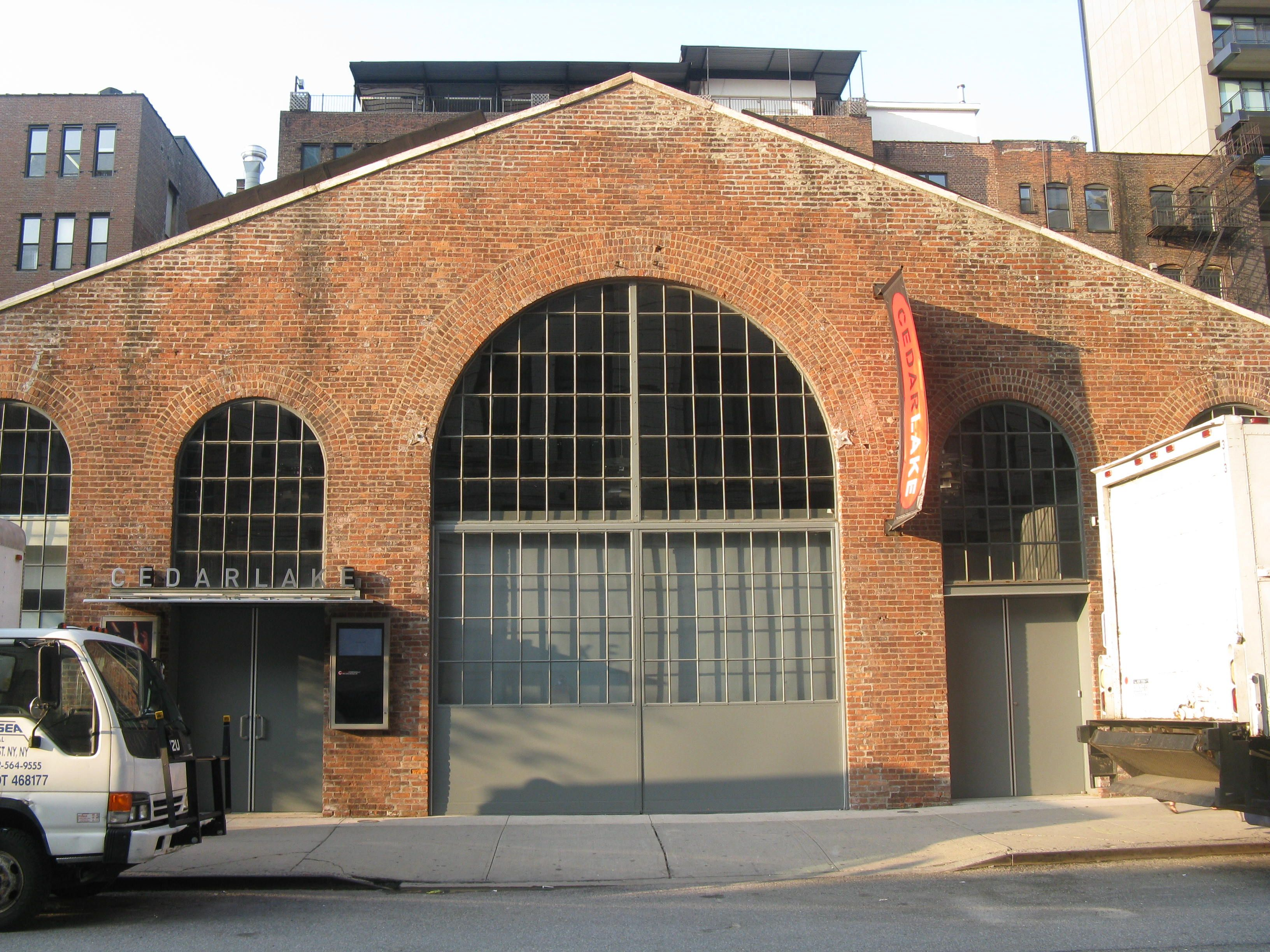
Les bâtiments du Cedar Lake Contemporary Ballet, 547W à Manhattan.

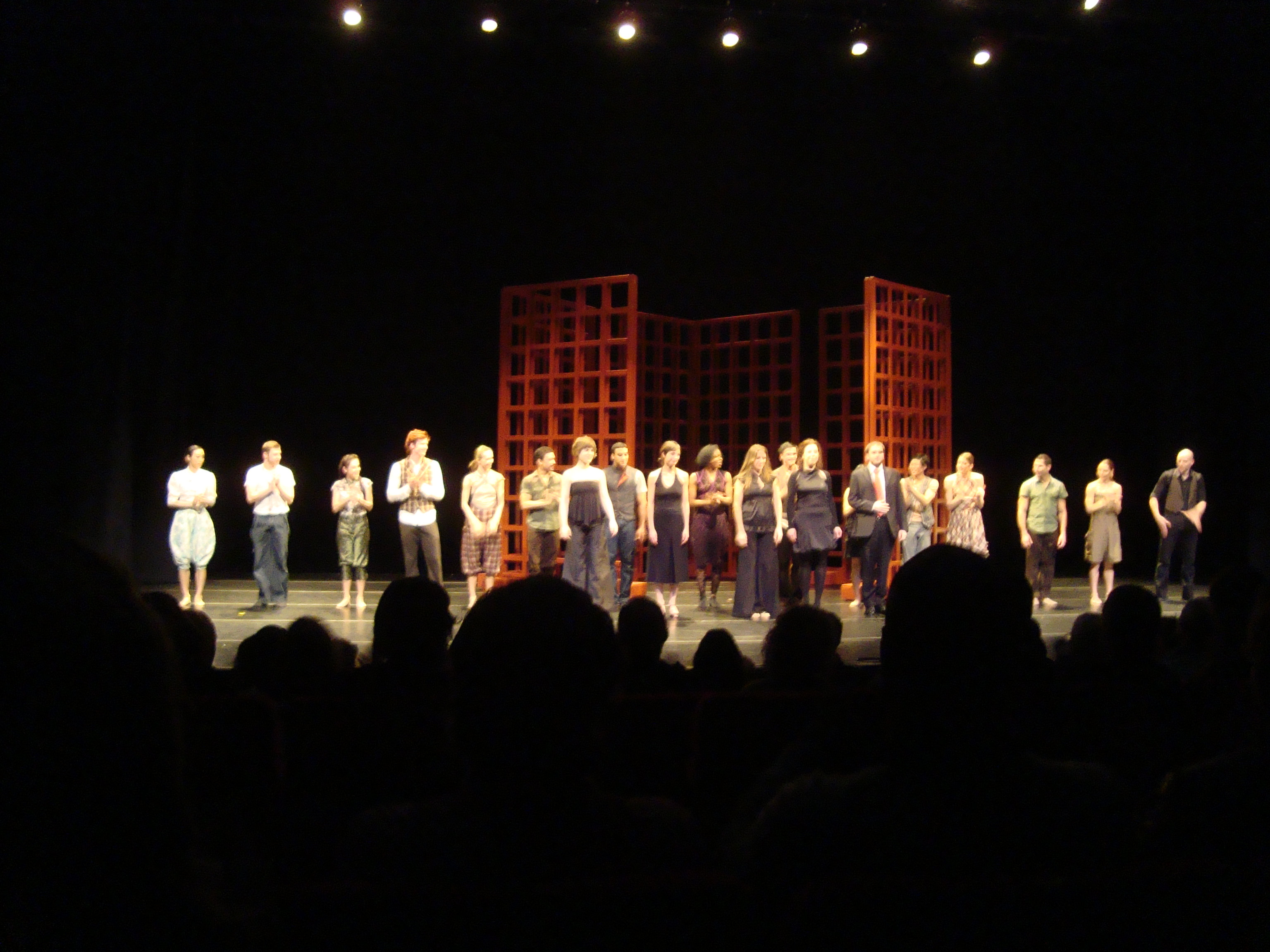
La compagnie à la fin de la représentation dOrbo Novo de Sidi Larbi Cherkaoui.

Le Cedar Lake Contemporary Ballet est une compagnie américaine de danse contemporaine basée à New York et en activité de 2003 à 2015.

## Historique
Fondé dans Chelsea à Manhattan par Nancy Laurie, l'héritière de la famille propriétaire du distributeur Wal-Mart, le Cedar Lake Contemporary Balle est une compagnie new-yorkaise de danse est tournée uniquement vers le répertoire contemporain. Elle est constituée d'une troupe permanente de seize jeunes danseurs internationaux.
Depuis 2005, la compagnie est dirigée par Benoit-Swan Pouffer, un danseur et chorégraphe français, qui oriente plus le répertoire de la troupe vers des créations et des reprises de chorégraphes européens, notamment grâce au soutien financier des mécènes de l'institution,, tels que notamment Sidi Larbi Cherkaoui, Angelin Preljocaj ou l'israélien Ohad Naharin,.
En mars 2015, la directrice artistique Alexandra Damiani annonce sans donner de raison et de manière inattendue la fermeture de la compagnie à la fin de la saison.

## Répertoire de la compagnie
- 2005 : Seed de Benoit-Swan Pouffer
- 2005 : Momentary Play de Jodie Gates
- 2005 : Mortal Coil de Edwaard Liang
- 2006 : 4 Flights Down d'Emily Molnar
- 2006 : Hammer de Benoit-Swan Pouffer
- 2006 : Between Here and Now de Benoit-Swan Pouffer
- 2006 : Lasting Imprint de Nicolo Fonte
- 2006 : Rastay de Edgar Zendejas
- 2006 : Vastav de Benoit-Swan Pouffer
- 2006 : Symptoms of Development de Jacopo Godani
- 2007 : Decadance d'Ohad Naharin
- 2008 : Rite de Stijn Celis
- 2008 : Ten Duets on a Theme of Rescue de Crystal Pite
- 2008 : Sunday, Again de Jo Strømgren
- 2008 : Annonciation  d'Angelin Preljocaj
- 2009 : Frame of View de Didy Veldman
- 2009 : Memory/Measure de Luca Veggetti
- 2009 : Unit in Reaction de Jacopo Godani
- 2009 : Orbo Novo de Sidi Larbi Cherkaoui
- 2010 : New Work d'Alexander Ekman
- 2010 : The Fools de Hofesh Shechter
- 2015 : My Generation de Richard Siegal